# ムンベジュ
ムンベジュ（朝：문배주）、 またはムンベスル（문배술）は、朝鮮の伝統酒のひとつである。1986年11月1日に大韓民国の国家無形遺産第86-1号に指定された。
ソジュと同様に蒸留酒であり、ムンベ（문배、野生種のナシ）の果実に似た香りがすることからこの名が付いた。実際には、ムンベジュの製造過程にムンベの果実は使用されていない。

## 概要
ムンベジュは平安道地方で伝承されてきた酒であり、酒香がムンベの果実から漂う香りに似ていることから付けられた名前である。
光復以前は、平壌の大同江流域で石灰岩層から湧き出る地下水を使用したという。原料は麦・アワ・モロコシであり、ヌルク（朝鮮の伝統的な麹）の主原料は麦である。酒の色は薄い黄褐色を帯びており、ムンベの果実のような香りが強い。アルコール度数は本来40度程度であるが、蒸留および熟成が終わったムンベジュは48.1度に達するため、長期間保存が可能である。通常は6か月～1年間熟成させて貯蔵する。

## 製造方法
ムンベジュは他の添加物なしにアワ、モロコシとヌルク（麹）で作る純穀蒸留酒である。アルコール度数は約40%と高く、半永久的に保管できる。
大同江周辺の石灰岩層の水で酒を浸して飲んだのが始まりだという話が伝えられている。 しかし、朝鮮戦争によって朝鮮半島分断固定化されて以降、大韓民国で製造されるムンベジュは、かつて平壌で作られていたムンベジュとは異なり、花崗岩層の水を使用する。

## 歴史
大韓民国の国家無形文化財に指定されているが、本来は朝鮮民主主義人民共和国の平壌近隣で飲まれていた郷土酒であった。
高麗時代、ある家門で先祖代々内密に伝えられてきた製造方法どおりにムンベジュを作って太祖王建に献上したが、太祖は非常に喜び、高い官職を与えたという話が伝わっている。日本統治時代は、平壌の酒岩山（주암산）麓にあった平昌醸造場がムンベジュ製造で有名であった。
高麗時代から王が飲む酒として知られる。現在も貴重な外国人客の歓迎宴でムンベジュをもてなす伝統があり、ビル・クリントン、ミハイル・ゴルバチョフらが韓国訪問時にムンベジュを楽しんだ。南北首脳会談で両首脳が乾杯して飲んだ酒もムンベジュであり、韓国を代表する酒の一つであるといえる。
1986年には忠清南道唐津市の沔川杜鵑酒、慶尚北道慶州市の慶州校洞法酒とともに、大韓民国の国家無形遺産に指定された。